# قلعه چهل دختر (قائن)
قلعه چهل دختر قاین یک اثر تاریخی مربوط به دوره اسماعیلیان است و در استان خراسان جنوبی شهرستان قائنات واقع شده است. این بنا در تاریخ ۲۴ اسفند ۱۳۸۴ با شمارهٔ ثبت ۱۵۲۷۲ به‌عنوان یکی از آثار ملی ایران به ثبت رسیده‌است.